# Mersin Körfezi
Mersin Körfezi – zatoka Morza Śródziemnego, położona u wybrzeży Turcji, w północno-wschodniej części Morza Lewantyńskiego, pomiędzy zatokami İskenderun i Antalya. Rozciąga się pomiędzy miejscowościami Taşucu (na zachodzie) i Karataş (na wschodzie). Zajmuje powierzchnię około 2300 km², ma około 115 km szerokości (jest jedną z najszerszych zatok w Turcji) i do 365 m głębokości (zachodnia część zatoki jest nieco głębsza niż wschodnia). W centralnej części wybrzeża zatoki jest położone miasto Mersin. Nad zatoką położone jest również miasto Erdemli. Główne rzeki uchodzące do zatoki to Göksu w zachodniej części oraz Berdan i Seyhan we wschodniej części. Do zatoki uchodzi również wiele mniejszych rzek, takich jak Alata, Limonlu, Mezitli i Müftü, które zazwyczaj charakteryzują się nieregularnym przepływem w zależności od pory roku. W zależności od pory roku i głębokości, zasolenie wody w zatoce wynosi od 38,78‰ (latem) do 39,64‰ (jesienią).